# Upplands runinskrifter 498
Upplands runinskrifter 498 är en försvunnen vikingatida runsten som funnits i Åby, Husby-Långhundra socken och Knivsta kommun. Stenen är 1,75 meter hög och omkring 0,70 meter bred. Möjligen är U 498 ristad av samme man som U 494.

## Inskriften
Translitterering av runraden:
[uikikr ... auk anuntr ' ikifriþ-- suni ' rai... iftiʀ iarlʀ uk · ifteʀ · kal · faþur sin]
Normalisering till runsvenska:
Vikingʀ ... ok Anundr, Ingifrið[aʀ] syniʀ, ræi[stu] æftiʀ iarlʀ ok æftiʀ Kal, faður sinn.
Översättning till nusvenska:
Viking ... och Anund, Ingefrids söner, reste efter ... och efter Kal, sin fader.